# 坂地久美
坂地 久美（さかち くみ、1993年9月10日 - ）は、日本のファッションモデル、タレント、女優、元グラビアアイドル。フォルテシモ、ディスカバリー・エンターテインメント、浅井企画を経て、フリーで活動。東京都出身。

## 略歴
10代後半に3年間、「フォーラムエンジニアリングギャル」としてレースクイーン活動を行う。
自動二輪免許、自動車免許を持つ他、銃砲所持許可免許、狩猟免許を持ち、趣味・特技は クレー射撃、ハンティング、サバイバルゲーム、ゴルフ、釣り、3歳から始めたピアノ、クラシックバレエ、ダンス。
自身の冠イベントとして、『Gunドル坂地久美のドキドキ♡シューティングナイト』、 『坂地久美の くーみんフェスティバル』を開催している。『くーみんフェスティバル』には、かつて高塚麻奈、高橋千咲姫、小林梓などが出演。
「アームズマガジン」、「Fun Shooting」(ホビージャパン)に表紙モデルとして最多出演（全25冊）。同誌にて連載ページを持つ。
サバゲーアイドルとして写真集『route93』(トランスワールドジャパン)を発売し、グラビアアイドルとしてDVD『くーみんBANG!BANG!』を発売。
2025年4月6日までに、結婚及び第1子出産を自身のInstagramにて明らかにした。

## 作品

### イメージDVD
- 『くーみんBANG!BANG!』(2021年10月29日、オルスタックソフト販売)

## 出演

### テレビ
- 「全国市・区役所等行政機関のモデル・タレント CM 番組出演」
- 「富岡製糸場 祝！世界遺産」番組リポーター
- 「高山社跡 祝！世界遺産」 番組リポーター
- とちぎテレビ「君も森の番人になろう」リポーター
- 千葉TVバラエティ番組「美女の館」レギュラー出演
- 東京MXドラマ「東京コンフィデンシャル」season1.2.3 みゆ 役
- 東京MXドラマ「アイドルバトラー」ヒロイン 役
- Movie「ピストルYANN」銃砲店の娘 役
- 東京MXドラマ 「ミャ〜ッツアイ」主演：縞猫風子 役
- 東京MXドラマ「名探偵ゆなもん」辛島あかり 役

### レースクイーン・イメージガール
- フォーミュラ・ニッポン「Team Le mans フォーラムエンジニアリングギャル」[9]
- フジテレビ「F1グリッドガール」
- JT「JTガール」
- SUPER GT「LEXUS TEAM PETRONAS TOM's SC430 フォーラムエンジニアリングギャル」[2]
- D1グランプリ「RIREレースクイーン」
- アームズマガジンGunドルレースクイーン「チーム・UFC」（富士スピードウェイ）

### イベント
- 『ユネスコ主催 国際ダンスデー 舞台』ヒロイン：坂地久美 役

### ファッションショー
- Fabulous CECIL McBEE

### 看板・ポスターモデル
【坂地久美モデルジュエリー】
- 「K Style Ring」
- 「天使の翼リング」
- 「アウイナイトリング」
- 「Gunドル坂地久美3Dタグプレート」

## 書籍

### 写真集
- 『route93』(トランスワールドジャパン出版、ISBN 9784862562678)[10]https://www.transworldjapan.co.jp/books/photobook/route93.html

### 雑誌
- ホビージャパン「月刊アームズ・マガジン」（Arms MAGAZINE) 表紙モデル全19冊
- 「サバイバルゲーマーズ」「ガンズ&シューティング」「Fun Shooting」（ファンシューティング）表紙モデル全6冊
- ホビージャパン雑誌  表紙モデル全25冊
  - 「坂地久美のKiraKiraShooting」(連載)
  - 「0093Gunドル大作戦」(連載)
  - 「サバゲLoveShooting」(連載)
- トランスワールドジャパン「ピースコンバット」(PeaceCombat)
- ワールドフォトプレス「コンバットマガジン」(CombatMagazine)
  - 坂地久美の「坂地組」(連載)
- 集英社「週刊プレイボーイ」グラビア見開き4ページ
- 芸文社「月刊スキーグラフィック」グラビア8ページ
- 講談社「ダンスタイム」

- SG-FASHION-SNAP.COM[11]